# Androsace constancei
Androsace constancei là một loài thực vật có hoa trong họ Anh thảo. Loài này được Wendelbo mô tả khoa học đầu tiên năm 1961.